# Walter Gahlen
Walter Gahlen, auch Walther Gahlen (* 21. Juli 1908 in Düsseldorf; † 26. März 1994 ebenda) war ein deutscher Facharzt für Dermatologie und Ordinarius am Universitätsklinikum Aachen.

## Leben und Wirken
Nach seinem Abitur studierte Gahlen Medizin an der Medizinischen Akademie Düsseldorf und schloss das Studium 1937 mit der Promotion ab. Am 23. Juli 1937 beantragte er die Aufnahme in die NSDAP und wurde rückwirkend zum 1. Mai desselben Jahres aufgenommen (Mitgliedsnummer 4.699.216), später trat er der SA bei. Gahlen wurde an der Düsseldorfer Medizinakademie unter Hans Theodor Schreus Oberarzt und habilitierte sich dort 1944. Wiederholt lehnte er ab, als seine Fachkollegin Herta Oberheuser ihn für das KZ Ravensbrück anwerben wollte.
Nach dem Zweiten Weltkrieg und überstandenem Entnazifizierungsverfahren wurde Gahlen in Düsseldorf weiterbeschäftigt und 1951 zum außerplanmäßigen Professor der Akademie ernannt. Mit Wirkung zum 1. August 1962 folgte er einem Ruf an die Städtischen Krankenanstalten Aachen, wo er die Nachfolge von Aloys Greither als Chefarzt der Hautklinik antrat. Nach dem Übergang der Städtischen Krankenanstalten in das neue Universitätsklinikum Aachen wurde Gahlen am 14. Mai 1966 zum ordentlichen Professor für Dermatologie und Venerologie sowie zum Ärztlichen Direktor der neuen Hautklinik ernannt. Nach seiner Emeritierung am 1. Oktober 1976 verbrachte Gahlen seinen Lebensabend in Düsseldorf, wo er am 26. März 1994 verstarb.
Gahlens wissenschaftliche Schwerpunkte waren die Forschungen auf dem Gebiet der Berufskrankheiten und der Hauttuberkulose sowie der Strahlentherapie bei Dermatosen und die Bekämpfung der Geschlechtskrankheiten.

## Veröffentlichungen (Auswahl)
- Die Grenzen des Normalen beim Rückgang der Seroreaktionen nach Luesbehandlung. In: Hautarzt. Band 4, 1953, S. 380–384.